# Jánovas
Jánovas (aragonesisch Chanovas) ist ein spanischer Ort in den Pyrenäen in der Provinz Huesca der Autonomen Gemeinschaft Aragonien. Der Ort gehört zur Gemeinde Fiscal. Jánovas war lange Jahre unbewohnt, hat seit 2015 aber wieder eine einstellige Zahl von Einwohnern.

## Geographie
Jánovas liegt circa zehn Kilometer südöstlich von Fiscal am linken Ufer des Ara. Der Ort ist über die Nationalstraße N-260 zu erreichen.

## Geschichte
Im Jahr 1900 hatte Jánovas mehr als 200 Einwohner.
Wegen der seit 1951 geplanten Errichtung eines Stausees durch das Unternehmen Iberduero wurde die Bevölkerung des Ortes zum Verkauf ihrer Grundstücke gedrängt und später enteignet. Dieser Prozess zog sich von 1961 bis 1984 als der letzte Bewohner zwangsweise das durch Sprengung der Gebäude weitgehend zerstörte Dorf verließ. Juristische Einsprüche gegen die Enteignung und den geplanten Stausee hatten zunächst keinen Erfolg, bis das Projekt schließlich im Jahr 2001 wegen Unwirtschaftlichkeit und der mit ihm verbundenen Umweltzerstörung gestoppt wurde. Seither konnten die Familien der ehemaligen Bewohner die Rückerstattung eines Großteils ihres Besitzes erstreiten, und das Dorf befindet sich im Prozess des Wiederaufbaus.
Mittlerweile wurden, subventioniert von der Regierung von Aragón, Strom- und Wasserversorgung Jánovas' wiederhergestellt. Im Jahr 2022 zählte der Ort fünf Einwohner.

## Sehenswürdigkeiten

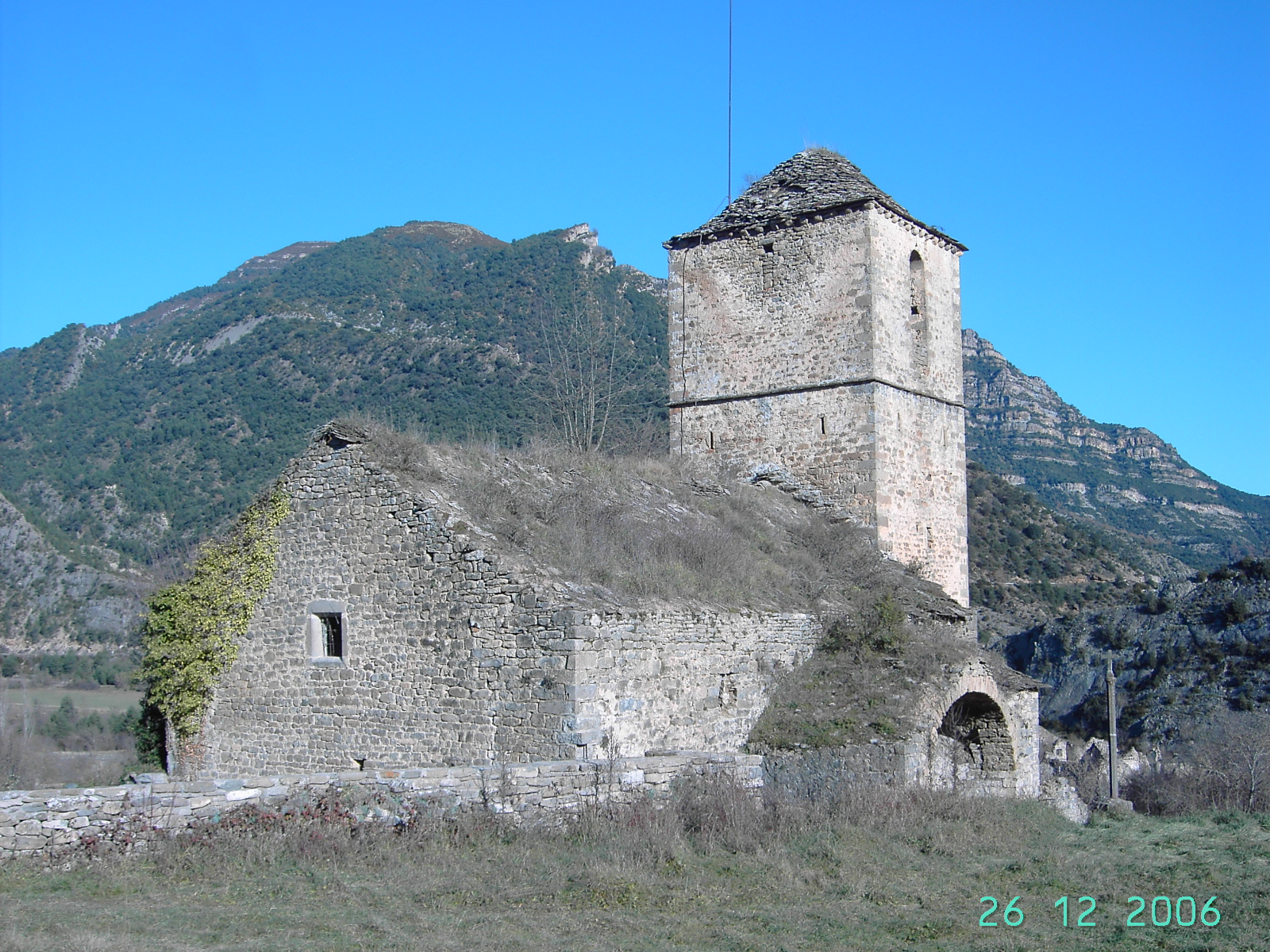
Kirche San Miguel

- Pfarrkirche San Miguel (Bien de Interés Cultural), erbaut im 16. Jahrhundert (das Portal wurde nach Fiscal überführt). Die nach Guaso verbrachte Kirchenglocke wurde im Jahr 2019 wieder eingesetzt.[7]